# الهيئة العامة للشؤون الإسلامية والأوقاف
الهيئة العامة للشؤون الإسلامية والأوقاف والزكاة هيئة اتحادية تابعة لحكومة دولة الإمارات العربية المتحدة أُسست بموجب مرسوم اتحادي بتاريخ 9 أكتوبر 2006. تُسمى الهيئة أيضًا باسم الأوقاف، وهي مسؤولة عن الأوقاف (وقف ديني في الشريعة الإسلامية). وتشكل الشؤون الإسلامية أيضًا جزءًا من مسؤوليات الدائرة في جميع إمارات دولة الإمارات العربية المتحدة باستثناء دبي، إذ يوجد بها إدارة خاصة بها وهي دائرة الشؤون الإسلامية والعمل الخيري.

## عمل الهيئة
تشرف الهيئة العامة للشؤون الإسلامية والأوقاف والزكاة الاتحادية على إدارة المساجد السنية في الإمارات خلا دبي، حيث تديرها دائرة الشؤون الإسلامية والعمل الخيري بدبي. تقوم الأوقاف بتوزيع التوجيهات والدعم الأسبوعي على أئمة السنة فيما يتعلق بموضوعات ومحتوى الخطبة بنص منشور كل أسبوع. وتنشر الخطب على موقعها الإلكتروني. وتطبق الأوقاف نظامًا من ثلاث طبقات، إذ يتبع الأئمة الصغار نص خطبة الأوقاف عن كثب؛ ويعد الأئمة المتوسطون الخطب وفقًا للموضوع أو المادة التي تختارها سلطات الأوقاف؛ ويتمتع الأئمة الكبار بالمرونة في اختيار موضوع خطبتهم. يختار بعض المشايخ الشيعة في المساجد ذات الأغلبية الشيعية اتباع الخطب المعتمدة من الأوقاف، بينما يكتب آخرون خطبهم بأنفسهم. تمول الحكومة المساجد السنية وتدعمها، ولا تمول المساجد الخاصة، وتعين الحكومة جميع أئمة السنة العاملين فيها. يدير مجلس الشؤون الجعفرية الذي يشرف على المساجد والأنشطة المجتمعية المساجد الشيعية في الإمارات العربية المتحدة، ويدير الشؤون المالية، ويوظف الخطباء للمساجد الشيعية.
وتدير الأوقاف مراكز اتصال رسمية مجانية وخدمة الرسائل النصية للفتاوى. وتتوفر الفتاوى في دولة الإمارات العربية المتحدة بثلاث لغات (العربية والإنجليزية والأردية). تُصد الفتاوى بناءً على الأسئلة المطروحة وتشمل مجالات العبادة والأعمال والأسرة وقضايا المرأة وغيرها من القضايا الشرعية الإسلامية. يشرح المتصلون سؤالهم مباشرة للمفتي الرسمي الذي يصدر بعد ذلك فتوى بناءً على التعاليم الإسلامية. ويوجد مفتيون ومفتيات.

## روابط خارجية
- الموقع الرسمي